# Mary Paillon
Mary Paillon (* 26. September 1848 in Sedan; † 21. Mai 1946) war eine französische Bergsteigerin und Autorin. Gemeinsam mit ihrer Freundin Katharine Richardson unternahm sie viele Touren. Einen Namen machte sie sich auch wegen ihrer regelmäßigen Beiträge für das Alpine Journal ebenso wie wegen ihrer Aktivitäten im Ladies’ Alpine Club.

## Biografie

### Kindheit und Jugend
Mary Paillon kam in Sedan in Frankreich in einer gutbürgerlichen Familie zur Welt. Ihr Vater, Etienne Paillon, arbeitete in der französischen Kolonie Algerien als Militärchirurg, bevor er eine Anstellung als Arzt im Krankenhaus von Sedan bekam. Später arbeitete er als Arzt für die Eisenbahngesellschaft Paris-Lyon. Mary Paillon kam als ältestes von drei Kindern zur Welt, ihre beiden jüngeren Brüder hießen Charles und Maurice. Die Familie zog bald nach Oullins um, wo sie im Haus der Großeltern mütterlicherseits lebte. Die Liegenschaft der Bruns mit einer parkähnlichen Gartenanlage befand sich mitten im Zentrum von Oullins, an der Rue de la République 48. Dort wuchs Mary Paillon auch auf. Ihre Mutter, Jeanne Paillon, geb. Brun, war eine erfolgreiche Bergsteigerin, und bestieg sowohl den Mont Blanc, das Matterhorn, wie auch den Belledonne.

### Laufbahn
Paillons erste Touren in den Alpen unternahm sie unter der Anleitung und Obhut ihrer Mutter und ihres Bruders Maurice Paillon. Im August 1888 sah sie von der Terrasse eines Berghotels in La Grave aus, dank eines Fernrohrs, wie die englische Bergsportlerin Katharine Richardson, im Gebiet der La Meije in einer Seilschaft als einzige Frau unterwegs war (der Schicklichkeit halber in einer Art Hosenrock, wie es sich damals für Frauen gehörte), und den fast 4000 m hohen Gipfel bestieg. Kurz danach wurden die beiden Frauen einander bei einer weiteren Bergtour von einem Bergführer vorgestellt. Beide beschlossen im darauffolgenden Jahr, 1889, gemeinsame Bergtouren und Klettertouren zu unternehmen und wurden so enge Freundinnen und Kletter-Partnerinnen. Paillon muss der Section Lyon des C.A.F. zwischen 1889 und 1890 beigetreten sein. Ab dann änderte sie auch ihren Vornamen vom französischen „Marie“ zum englischen „Mary“. Im Winter 1890 durchquerte sie gemeinsam mit Richardson die Belledonnekette im Gebiet der Dauphiné-Alpen. 1891 bestiegen die beiden als erste Alpinistinnen den Aiguilles d’Arves. 1893 bezwangen sie mit dem Bergführer Émile Rey (1846–1895) die Meije Orientale. Damit wurde dieser Berggipfel zum dritten Mal von Frauen bestiegen. 1897 gelang ihnen das Erklimmen des Mont Pelvoux. Im Nachgang zu dieser Expedition begann sich jedoch Paillons Sehkraft zu verschlechtern. Die beiden Alpinistinnen beschlossen in der Folge, fortan aufs Bergsteigen zu verzichten, denn Richardson mochte nicht ohne ihre Freundin weiter auf Bergtouren gehen. Beide wohnten zusammen in einem Haus, das sich im Familienbesitz der Familie Paillon in Oullins befand. Zusammen lebten sie dort bis zu Richardsons Tod. Mindestens bis 1936 lebte Paillon weiterhin alleine dort, sie war inzwischen jedoch beinahe blind geworden, da ihre Sehkraft radikal nachgelassen hatte.
Paillon widmete sich nach ihrem Rückzug vom Bergsport dem Schreiben und wurde eine angesehene Autorin. Von 1895 bis 1905 verfasste sie als eine von drei Frauen regelmäßig Beiträge für das Alpine Journal (dessen Herausgeber in jenen Jahren ihr Bruder Maurice Paillon war). 14 der 17 von Frauen für dieses Journal verfassten Beiträge stammten aus ihrer Feder, also die allermeisten. Zudem publizierte Paillon Biografien über weitere Bergsteigerinnen, nämlich Henriette d’Angeville, über ihre Freundin Katharine Richardson, über Margaret Claudia Brevoort, und über Isabella Straton. 1910 wurde Paillon zur Vizepräsidentin des Ladies’ Alpine Club gewählt. In einem Richardson gewidmeten Nachruf anlässlich des Todes der Freundin im Jahr 1927 hielt Paillon fest, dass ihre Gefährtin für sie „beinahe wie eine Schwester“ gewesen sei.

### Letzte Lebensjahre und Nachlass
Mary Paillon stellte 1927 eine private Pflegekraft ein, um ihre Freundin Katharine in deren allerletzten Lebensabschnitt möglichst gut betreuen und unterstützen zu können. Diese private Pflegerin, A.-M. V., stand auch Mary Paillon bis zu deren Lebensende zur Verfügung und übernahm ihre Pflege. Bezahlen konnte Mary Paillon die Pflegerin dank regelmäßigen Überweisungen, die ihr die Familie Richardson aus England zukommen ließ. Diese Finanztransaktionen kamen jedoch, bedingt durch den Zweiten Weltkrieg, zum Stillstand und Paillon konnte die Pflegerin nicht mehr entschädigen. Um sie trotzdem nicht leer ausgehen lassen zu müssen und sich für ihre langjährige Treue zu bedanken, vermachte ihr Paillon ihren gesamten Nachlass. Paillon selber verstarb 1946 im Alter von 98 Jahren und überlebte damit Richardson um rund 20 Jahre. Sie war nie verheiratet. Nach Paillons Tod zog die Familie der Pflegerin der beiden Frauen, die es geerbt hatte, in das alte Haus aus dem Besitz der Paillons ein und blieb dort, bis die Regierung der Stadt Oullins 1997 verfügte, dass die Liegenschaft veräußert werden müsse. Noch im selben Jahr wurde sie schließlich abgebrochen. Paillons Hinterlassenschaft wurde unter den Familienangehörigen größtenteils aufgeteilt und teilweise auch verkauft. Was erhalten geblieben ist, besteht aus Drucksachen, Manuskripten, 43 Briefen, 75 Visitenkarten (u. a. einer von Franz Schrader), Dokumenten (u. a. Paillons Mitgliederausweis des C.A.F.), Ballkarten, Fotos, Fotokarten, Glasplatten ebenso wie aus Zeichnungen und Aquarellen ihrer Freundin Richardson.